# Bernwood Forest

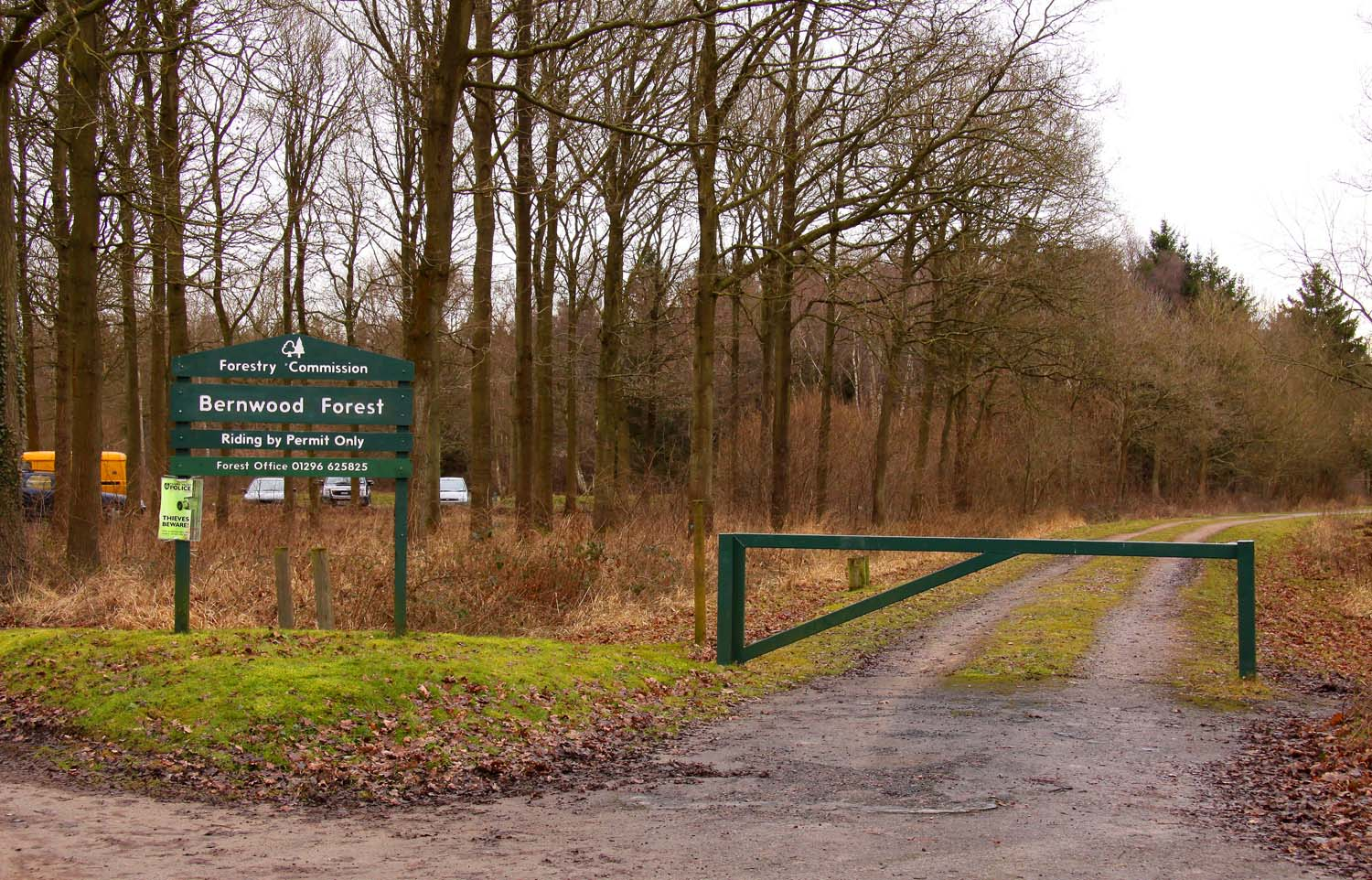
Eingang zum Bernwood Forest

Bernwood Forest war einer von mehreren Wäldern des Königreichs England und ein königliches Jagdrevier. Es wird angenommen, dass er als königliches Jagdrevier reserviert wurde, als die angelsächsischen Könige im zehnten Jahrhundert einen Palast in Brill und eine Kirche in Oakley besaßen. Außerdem war der Ort bei Eduard dem Bekenner, der im nahegelegenen Islip geboren wurde, besonders beliebt.

## Geschichte
Von etwa 1217 bis ins 17. Jahrhundert durchlief der Wald eine Phase der Entwaldung. Heinrich II. (reg. 1154–1189) ließ eine Karte des Waldes anfertigen, welche es ermöglicht, die historischen Grenzen nachzuvollziehen; das eigentliche Ziel der Erstellung der Karte war jedoch, den Wald unter den Adeligen aufzuteilen. Im 16. Jahrhundert wurde eine weitere Karte des Waldes angefertigt, welche bereits eine starke Verkleinerung des Bernwood Forest zeigt. Die Karte wurde erstellt, um herauszufinden, welche Einnahmen mit dem Verkauf des Waldes erzielt werden könnten. Unter Jakob I. (reg. 1603–1625) hatte der Wald seinen königlichen Status verloren und war vollständig verschwunden.
Heute bezieht sich der Name auf ein Gebiet zwischen Buckinghamshire und Oxfordshire, in dem sich zur Zeit Heinrich II. ein 400 km² großer Wald befand. Die ungefähren Grenzen des Gebiets bilden heute der River Great Ouse, der Padbury Brook, der Claydon Brook und der River Thame.
Der heutige Bernwood Forest in Buckinghamshire ist etwa 1 km² groß und grenzt an Hell Coppice, York’s Wood, Oakley Wood und Shabbington Wood. Die Site of Special Scientific Interest (SSSI) Shabbington Woods Complex beheimatet eine große Vielfalt von Wildtieren und ist einer der wichtigsten Lebensräume von Tagfaltern im Vereinigten Königreich.  Der Eigentümer, die Forestry Commission, war ursprünglich eher kommerziell ausgerichtet.  Bis Ende der 1960er wurden per Flugzeug Pestizide versprüht: Zunächst Dichlordiphenyltrichlorethan zur Bekämpfung des Fichtenrüsselkäfers, dann 2,4,5-Trichlorphenoxyessigsäure zur Entfernung breitblättriger Pflanzen (inklusive Eichensetzlingen), ehe kommerzielle Kiefernbestände angepflanzt wurden.
Holly Wood, Holton Wood, Stanton Great Wood und Waterperry Wood in Oxfordshire und Ham Home-cum-Hamgreen Woods in Buckinghamshire sind ebenfalls Überreste des Bernwood Forest und Teil der SSSI. Ein weiteres Fragment des Waldes ist Rushbeds Wood in Buckinghamshire, eine vom Berkshire, Buckinghamshire and Oxfordshire Wildlife Trust verwaltete SSSI.